# Genetic Engineering
Genetic Engineering è un singolo del gruppo britannico Orchestral Manoeuvres in the Dark, pubblicato nel 1983. È il primo singolo estratto dall'album Dazzle Ships, anticipandone l'uscita di qualche settimana. È il primo brano a riportare il nome del gruppo come autori, piuttosto che i nomi dei suoi fondatori McCluskey e/o Humphreys. È anche il primo disco del gruppo che esce sotto l'etichetta Virgin. Tutte pubblicazioni precedenti furono con l'etichetta DinDisc, compagnia sussidiaria della Virgin.
Nonostante il grande successo dei singoli precedenti, Genetic Engineering raggiunse solo la posizione no. 20 nelle classifiche britanniche ed è considerato l'inizio di un periodo disastroso, che continuò con l'album Dazzle Ships ed il successivo singolo Telegraph. 
Il singolo non fu incluso nella prima compilation di singoli della band su LP "The Best of OMD" (1988), e solo come 'bonus' nell'edizione su compact disc. Viene escluso anche dalla seconda compilation "The OMD Singles" (1998) ma di nuovo incluso nella terza compilation "Messages" (2008). 

## Versioni e lato B
Il singolo è uscito sia in formato 7" che in formato 12". A differenza dei precedenti dischi 12" questo contiene una versione di una durata più lunga rispetto al 7", denominata "312mm version". L'album originale Dazzle Ships contiene la versione 7".
Il lato B, un brano inedito 4-Neu, è uguale per le due versioni.
Tutti i brani sono inclusi nell'edizione rimasterizzata dell'album Dazzle Ships pubblicata nel 2008
Genetic Engineering fu registrato per il programma radiofonico di John Peel per la BBC a gennaio del 1983, e trasmesso il 21 febbraio. Questa versione è stata pubblicata nella raccolta Peel Sessions 1979-1983 nel 2000 . 
Registrazioni dal vivo di Genetic Engineering e 4-Neu appaiono sugli album Dazzle Ships At The Museum Of Liverpool (2015) e Architecture & Morality - Dazzle Ships live (2016).

## Tracce
- 7"

1. Genetic Engineering – 3:42 (Orchestral Manoeuvres in the Dark)
2. 4-Neu – 3:33 (Orchestral Manoeuvres in the Dark)

- 12"

1. Genetic Engineering (312mm version) – 5:18 (Orchestral Manoeuvres in the Dark)
2. 4-Neu – 3:33 (Orchestral Manoeuvres in the Dark)